# Mistrzostwa świata par kobiet w speedrowerze
Mistrzostwa świata par kobiet w speedrowerze (ang. World Womens Pairs Cycle Speedway Championship) – turniej wyłaniający najlepszą reprezentację par kobiet w speedrowerze. Prowadzony jest przez Międzynarodową Federację Speedrowerową. Pierwsze mistrzostwa odbyły się w 2023 roku w Australii.

## Medalistki
| Rok  | Miejsce | Złoto                                                            | Srebro                                                         | Brąz                                                          | Źr.   |
| ---- | ------- | ---------------------------------------------------------------- | -------------------------------------------------------------- | ------------------------------------------------------------- | ----- |
| 2023 | Lefevre | Polska · Fryderyka Wojciechowska · Zuzanna Klett · Alicja Hamara | Anglia · Rebekah Humphries · Lizzie Rigley · Nataleigh Goulden | Australia · Lucy Millikin · Hannah Williams · Kayleigh Clarke | [ 1 ] |

## Klasyfikacja medalowa

### Według państw/krajów
Stan po sezonie 2023
| Lp. | Państwo/Kraj | Złoto | Srebro | Brąz | Razem |
| --- | ------------ | ----- | ------ | ---- | ----- |
| 1.  | Polska       | 1     | –      | –    | 1     |
| 2.  | Anglia       | –     | 1      | –    | 1     |
| 3.  | Australia    | –     | –      | 1    | 1     |

### Według zawodniczek
Stan po sezonie 2023
Tabela obejmuje pierwszą 10. najbardziej utytułowanych zawodniczek.
| Lp. | Zawodniczka             | Państwo/Kraj | Lata | Złoto | Srebro | Brąz | Razem |
| --- | ----------------------- | ------------ | ---- | ----- | ------ | ---- | ----- |
| 1.  | Alicja Hamara           | Polska       | 2023 | 1     | –      | –    | 1     |
| 1.  | Zuzanna Klett           | Polska       | 2023 | 1     | –      | –    | 1     |
| 1.  | Fryderyka Wojciechowska | Polska       | 2023 | 1     | –      | –    | 1     |
| 4.  | Nataleigh Goulden       | Anglia       | 2023 | –     | 1      | –    | 1     |
| 4.  | Rebekah Humphries       | Anglia       | 2023 | –     | 1      | –    | 1     |
| 4.  | Lizzie Rigley           | Anglia       | 2023 | –     | 1      | –    | 1     |
| 7.  | Kayleigh Clarke         | Australia    | 2023 | –     | –      | 1    | 1     |
| 7.  | Lucy Millikin           | Australia    | 2023 | –     | –      | 1    | 1     |
| 7.  | Hannah Williams         | Australia    | 2023 | –     | –      | 1    | 1     |